# 1462

## Esdeveniments
Països Catalans
- 12 de febrer, Calaf, Anoia: els remences es revolten contra les autoritats.
- 9 de juny, Principat de Catalunya: hi comença la guerra civil catalana entre Joan II i la Diputació del General de Catalunya.

Resta del món
- 3 de maig, Salvatierra (Àlaba), País Basc: Joan II i Lluís XI de França s'hi reuneixen per començar a negociar el que acabarà sent el tractat de Baiona, assolint un acord els representants de Joan II i Lluís XI el 9 de maig a Baiona. El tractat serà ratificat per ambdós monarques el 21 de maig a Saragossa per Joan II i setmanes més tard per Lluís XI a Chinon, Vall del Loira el 15 de juny.[1]
- 15 de desembre, Emirat de Gibraltar: Enric IV de Castella incorpora l'Emirat de Gibraltar a la Corona de Castella.

## Naixements
Països Catalans
Resta del món

## Necrològique
Països Catalans
Resta del món